# Посёлок (станция)
Посёлок — конечная станция поселковой железнодорожной ветки в посёлке Вырица Гатчинского района Ленинградской области. Расположена в 7 километрах от станции Вырица. На станции 3 пути, боковые отходят от главного (парк-рыбка). У боковых путей находятся платформы. В основном используется северная платформа. Южная платформа используется гораздо реже. Главный путь оканчивается тупиком, а боковые, минуя небольшой переезд, идут дальше. Путь от западной платформы идет дальше в тупик, на котором имеется устаревший стрелочный перевод. Эта же ветвь проходит через огороженную территорию — службу дистанции пути. Боковые ветви используются также для отстоя электропоездов. На станции электрифицированы все пути. Электрификация станции была произведена зимой 1962 года постоянным током, напряжением 3,3 кВ в составе участка Павловск - Вырица - Посёлок и сразу запущено движение электропоездов от Витебского вокзала.

## Фотогалерея

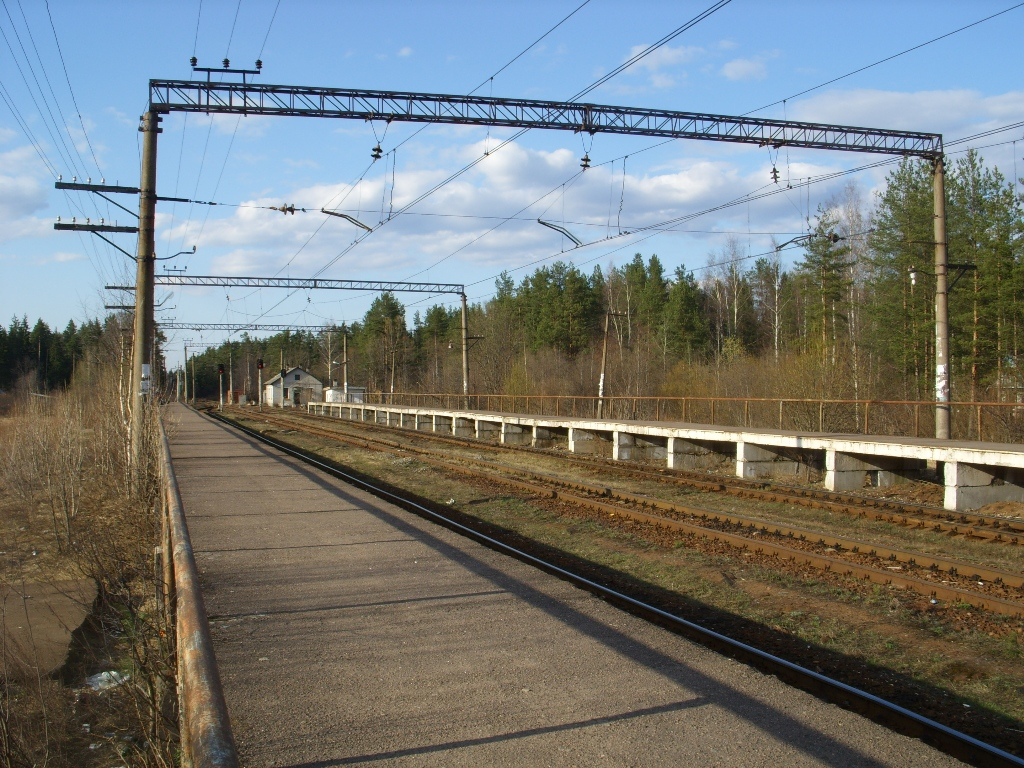
Вид с западной платформы в сторону ст. Вырица
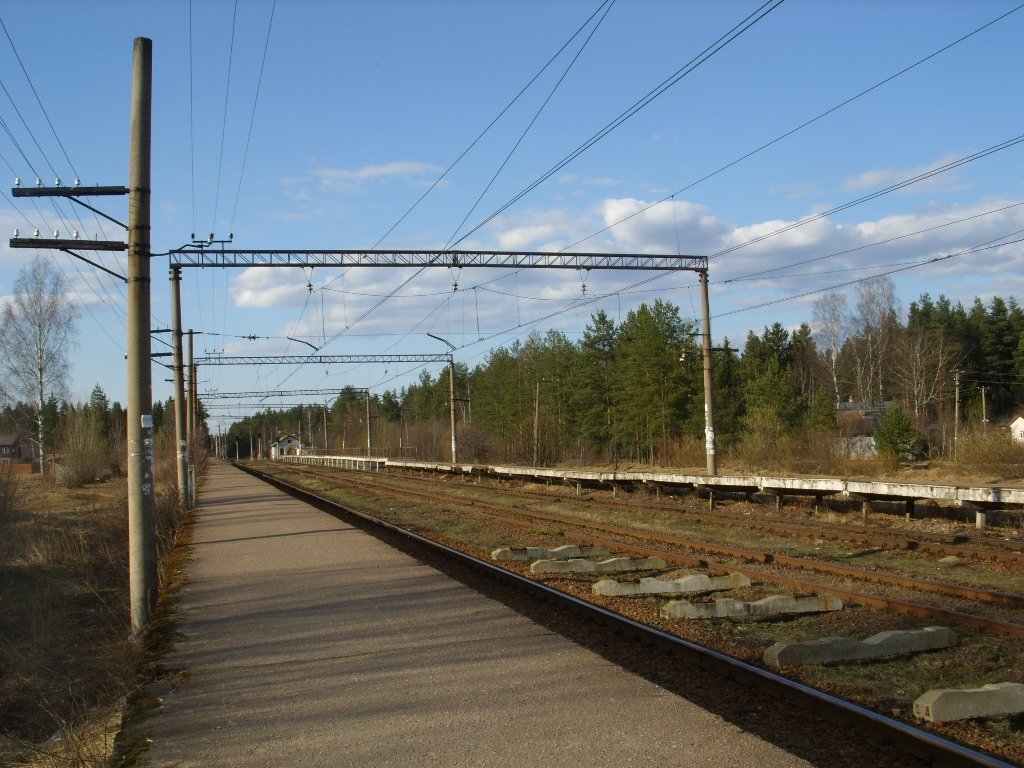
Вид с южного конца западной платформы в сторону ст. Вырица
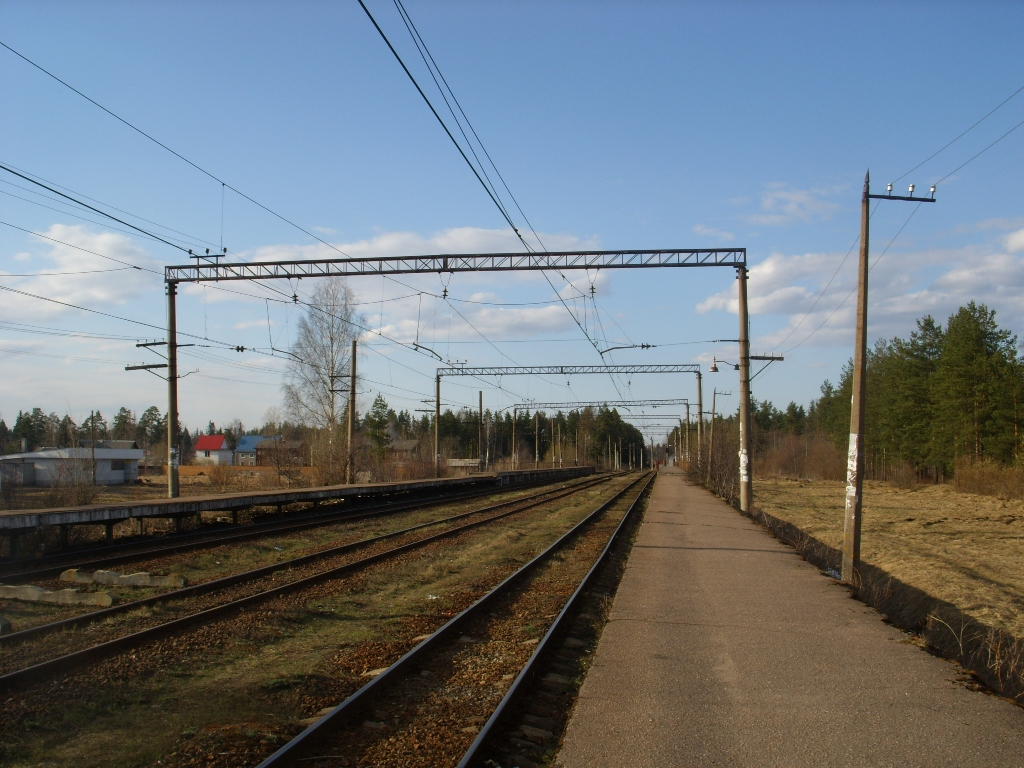
Вид с восточной платформы в сторону ст. Вырица
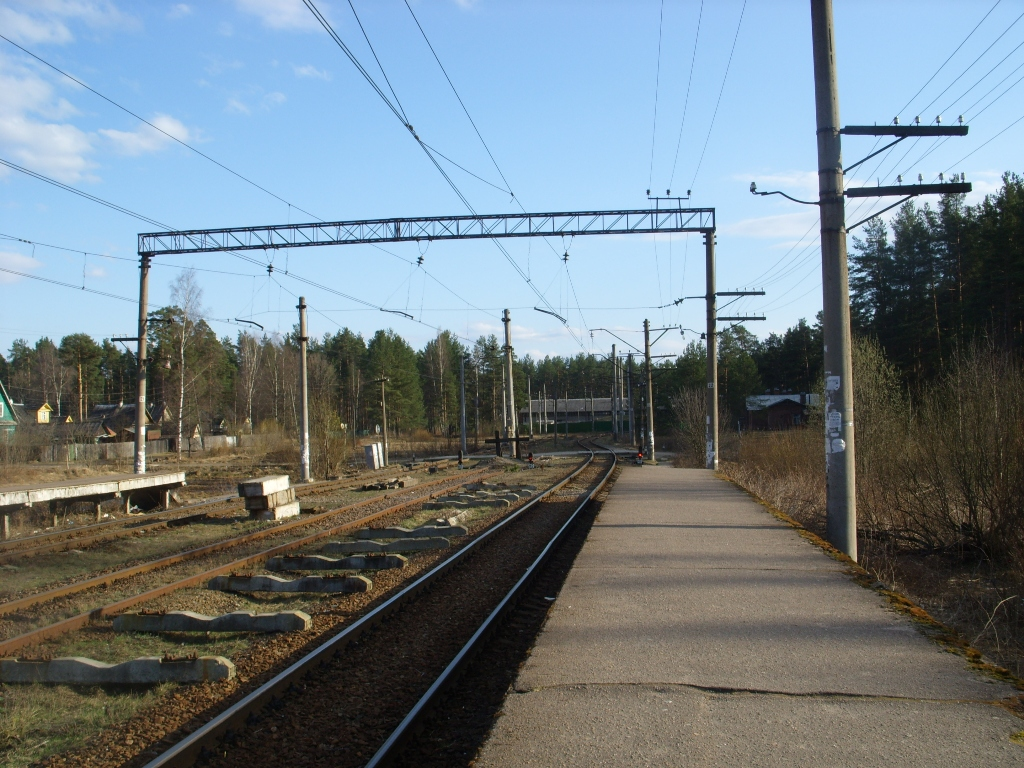
Вид с западной платформы на южную горловину